# Jan-Erik Frisendahl
Jan-Erik Borge Frisendahl, född 22 januari 1928 i Hedvig Eleonora församling i Stockholm, död 26 september 2018 i Norrköpings Matteus distrikt i Norrköping, var en svensk målare och tecknare.
Han var son till Fredrik Frisendahl och Lisa Borge. Frisendahl studerade vid Konstfackskolan 1944-1947, han vistades 1947-1948 i Paris och studerade då för André Lhote, vid återkomsten till Stockholm studerade han vid Otte Skölds målarskola 1948-1949 och slutligen vid Konsthögskolan 1950-1955. Bland hans offentliga arbeten märktes utsmyckningen vid Regionsjukhuset i Linköping och Östgöta Enskilda bank i Norrköping, Vårdskolan i Norrköping, Astrids Lindgrens barnsjukhus, Tekniska högskolan i Stockholm, Invandrarverket, Luftfartsverket, Vrinnevisjukhuset och Borgmoskolan i Norrköping. Frisendahl medverkade i ett stort antal samlingsutställningar. Hans konst bestod av realistiska målningar och teckningar.
Frisendahl var representerad vid Norrköpings konstmuseum och Östergötlands museum, Moderna museet, Statens konstråd, Salvador Allende Museum i Santiago Chile, Västerbottens landsting, Stockholms landsting, Östergötlands läns landsting, Blekinge läns landsting och Malmöhus läns landsting, Stockholms kommun, Enköpings kommun, Linköpings kommun och Norrköpings kommun.